# اتحاد جرينلاند الرياضي
اتحاد جرينلاند الرياضي (بالجرينلاندية: Kalaallit Nunaanni Timersoqatigiit Kattuffiat؛ بالدنماركية: Grønlands Idrætsforbund) هو منظمة رياضية في جرينلاند تجمع الاتحادات الثمانية التي تنظم مختلف الرياضات في البلاد.
الاتحادات هم:
- اتحاد جرينلاند لكرة الريشة.
- اتحاد جرينلاند لكرة القدم.
- اتحاد جرينلاند لكرة اليد.
- اتحاد جرينلاند للكاياك.
- اتحاد جرينلاند للتزلج على الجليد.
- اتحاد جرينلاند للتايكوندو.
- اتحاد جرينلاند لتنس الطاولة.
- اتحاد جرينلاند للكرة الطائرة.

## مقالات ذات صلة
- الرياضة في جرينلاند

## روابط خارجية
- الموقع الرسمي.